# Paracercomonadidae
A Paracercomonadidae a Rhizaria Cercozoa törzse Sarcomonadea osztályának kládja, a Paracercomonada alosztály egyetlen csoportjának, a Paracercomonadidának egyetlen családja. A Cercomonadida renddel való hasonlósága miatt eleinte oda sorolták fajait. Azonban 2018-ban Cavalier-Smith, Chao és Lewis igazolták, hogy a hasonlóságok oka a konvergens evolúció.

## Történet
Első leírt nemzetségét, a Paracercomonast 2006-ban írta le Thomas Cavalier-Smith és David Bass, a Paracercomonadidae és Paracercomonadina kládot 2011-ben írták le Cavalier-Smith és Karpov, melyet ekkor még a Cercomonadida B kládjaként soroltak be, ahonnan Cavalier-Smith et al. elemzései alapján került önálló rendbe 2018-ban, miután kimutatta, hogy a korábbi definíció szerinti Cercomonadida parafiletikus, mivel a későbbi definíció szerinti a Glissomonadida testvércsoportja, míg az ekkor létrehozott Paracercomonadida és a Paracercomonada a Glissomonadida és a Cercomonadida által alkotott Pediglissa kládé.
Korábban a Krakent a Paracercomonadida rokonának tekintették, illetve korábbi genetikai tanulmányok a Limnofila nemzetséget is ide sorolták, de Cavalier-Smith et al. 2018-ban előbbiről kimutatták, hogy a környezeti DNS-ből azonosított „eSarcomonad” és feltehetően a Placonuda rokona, utóbbiról pedig azt, hogy rossz génválasztás vagy Paracercomonadidae-génekkel való kontamináció okozhatta a hibás besorolást, miután és hogy valójában a Limnofila a Minimassisteria rokona.

## Morfológia
Bár általában kisebb, mint a Cercomonadidae (3–18 μm), és a sejtváz kinetidával összefüggő részei is jelentősen eltérnek, nehezen különböztethető meg tőle. Alkalmanként előfordulhat átmeneti lamellipódium. Axoplasztja mikrotubulus-szervező központja a kinetoszómák közelében van, melyekből egy-egy mikrotubulus indul. Elágazó filopódiumai ujjszerűek, valamivel vastagabbak a Cercomonadidáéinál. Héj nélküli, siklásra képes ostoros amőbák tartoznak ide. Legtöbb faja aerob, így az aerob életmódnak megfelelő mitokondriuma van, de a Brevimastigomonas rendelkezik anaerob (Brevimastigomonas motovehiculus) és fakultatív aerob (Brevimastigomonas anaerobica) fajokkal is. Előbbi hidrogenoszómával és endoszimbionta metanogénekkel rendelkezik.
A hátulsó centriólumhoz kapcsolódik jól látható 1. dorzális hátulsó gyökere (dp1), szemben a Cercomonadidával, ahol a hátulsó ostor egyetlen gyökere a ventrális hátulsó gyökér (vp1). A két centriólum bazális negyedéhez kocsikerék-szerkezet kapcsolódik. Centriólumaihoz 4 mikrotubulus-gyökér kapcsolódik: egy sűrű lapos fibrilláris az elülső centriólum elülső oldalán és egy egyszerű fibrilláris a magi oldalon a két szélső alap között, melyek további mikrotubulusok alapjai. A Cercomonadidától megkülönböztető ismertetőjegye az is, hogy centriólumsíkja a szubsztráttal közel párhuzamos. Hátulsó ostora ventrális mélyedésből indul. Mitokondriális cristái csőszerűek, és nem lapítottak. Átmeneti zónája proximális felület-rács szerkezetű, ahol az összekötő felület széles, és egyértelműen látható, diafragmája nincs. Sejtmagja általában elöl van.
Az 1. és 2. ventrális hátulsó gyökér mindig jobbra van a longitudinálisan a hátulsó ostoron át haladó síktól annak csúcsától az alapjáig tartó nézetben. Jobban láthatók az ostor központi párjának alapján lévő axoszóma kiemelkedései, mint a kilencszög alapú rost. Centriólumai egy síkban vannak, a hátulsó nincs eltolva. A bal oldali gyökér az azzal rendelkező fajokban balra mutat, és nincs szekunder mikrotubulusa. Állábai általában ujjszerűek vagy hosszú, vastag, gyakran elágazó filopódiumok, ritkán előfordul tiszta lamellipódium is. Átmeneti zónája I-es típusú.
Egyik vagy mindkét ostorral is mozoghat – a Paracercomonas baikali helyváltoztatás nélkül is képes utóbbira.

## Életmód
Talajlakó bakterivor fagotróf egysejtűekből áll.
Számos faja aerob, a Brevimastigomonas legalább egyik faja, a Brevimastigomonas motovehiculus anaerob, és hidrogenoszóma található benne, a B. anaerobica és a P. anaerobica fakultatív anaerob.
Egyes fajai az Arabidopsis thaliana igazolt fillo- és rizoszféra-szimbiontái, ezek legalább egy részéről elérhetők kultúrák is.:364
Pelágikus és bentikus fajai is vannak.

## Ökológia
A Sarcomonadea és a Paracercomonadidae mennyisége a talajban lévő gyökérbiomasszával pozitív korrelációt mutat, ez alapján a gyökerekkel kapcsolata lehet. Mindkét klád ritkább a filloszféra biomasszáját tekintve.:78 18S rDNS-amplikonok alapján elsősorban a rizoszféra tagja talajmélységtől függetlenül, és gyakran a Glomeraceae kládba tartozó arbuszkuláris mikorrizás gombákkal fordul együtt elő. Mivel gyakoribb a rizoszférában, mint a gyökértelen talajban vagy a driloszférában, de a mélység, melyben előfordul, kevésbé jelentős a gyakoriság tekintetében, Roy et al. 2022-ben megállapították, hogy elsősorban rizoszféra-asszociált. Taerum et al. 2021-ben pedig megállapították, hogy a kukorica-rizoszféra növeli például a Rhizaria és az Amoebozoa gyakoriságát, beleértve így a Paracercomonadidát is.
Lourenço et al. 2024-ben alacsony és magas rézkoncentráció mellett is nagy mennyiségben mutatták ki a Paracercomonast, közepes mellett viszont kevesebb példányát találták. A Paracercomonadidae azonban csak 2,5–10‰ száraz tömegre vetített részkoncentrációban volt megtalálható.

## Rendszertan
Jelenleg 5 nemzetsége ismert.
- Brevimastigomonas Brabender et al. 2012[15]
- Metabolomonas Arndt, Nitsche, Brabender, Domonell & Kiss, 2012[15]
- Nucleocercomonas Arndt, Nitsche, Brabender, Domonell & Kiss, 2012[15]
- Paracercomonas Cavalier-Smith & Bass, 2006[3]
- Phytocercomonas Braithwaite, 2013[16]

## Genetika
A Paracercomonas marina mitokondriális genomját 2014-ben szekvenálták, ezzel ez az első szekvenált Paracercomonadidae-mitokondriálisgenom. Körkörös, hossza 35 796 bp.
A Brevimastigomonas motovehiculus mitokondriumai átmeneti állapotban vannak: még van mtDNS-e és citokróm c-reduktáza és -citokróm c-oxidáza, de az alacsony oxigénszint miatt ezek génjein egyre több a mutáció; emellett rendelkeznek a hidrogenoszómák reakcióútjaival is. Az eredeti (obligát aerob anyagcsere) és az anaerob anyagcserére való átállás közt átmeneti állapotú mitokondriumai megtartották az I. és II. komplexet, de az elektronok továbbra is az oxigénre kerülnek egy alternatív oxidázzal, mely citokróm c helyett ubikinolt is oxidálni képes divas-karboxilát-enzim. A protonmotoros erőt csak az I. komplex biztosítja, és az ATP-szintáz használja fel.